# Міхаель Шван
Міхаель Шван (нім. Michael Schwan, 5 листопада 1939) — німецький академічний веслувальник.
Бронзовий призер Олімпійських Ігор 1964 року в складі розпашної двійки без стернового.
Чемпіон світу 1966 року в складі вісімки.
Срібний призер Чемпіонату Європи 1964 (розпашні двійки без стернового), 1965 (розпашні четвірки без стернового) років.